# Saint-Denis-Combarnazat
Pour les articles homonymes, voir Saint-Denis.
Saint-Denis-Combarnazat est une commune française, située dans le département du Puy-de-Dôme en région Auvergne-Rhône-Alpes.

## Géographie

### Localisation
Saint-Denis-Combarnazat est située dans la plaine de la Limagne, au nord-est du département du Puy-de-Dôme.
Ses communes limitrophes sont :
| Saint-Clément-de-Régnat | Randan                  | Beaumont-lès-Randan |
|                         | Saint-Denis-Combarnazat |                     |
| Saint-André-le-Coq      |                         | Luzillat            |

### Voies de communication et transports
La commune est traversée par les routes départementales 1093 (route de la Limagne, liaison de Vichy et Randan au nord à Maringues et Pont-du-Château au sud), 107 (de Barnazat vers Clémentel, commune de Saint-Clément-de-Régnat, à l'ouest, et Beaumont-lès-Randan au nord-est), 334 (vers Luzillat) et 430.

### Climat
Pour des articles plus généraux, voir Climat d'Auvergne-Rhône-Alpes et Climat du Puy-de-Dôme.
En 2010, le climat de la commune est de type climat océanique dégradé des plaines du Centre et du Nord, selon une étude du Centre national de la recherche scientifique s'appuyant sur une série de données couvrant la période 1971-2000. En 2020, Météo-France publie une typologie des climats de la France métropolitaine dans laquelle la commune est exposée à un climat de montagne ou de marges de montagne et est dans la région climatique  Nord-est du Massif Central, caractérisée par une pluviométrie annuelle de 800 à 1 200 mm, bien répartie dans l’année. 
Pour la période 1971-2000, la température annuelle moyenne est de 11 °C, avec une amplitude thermique annuelle de 16,6 °C. Le cumul annuel moyen de précipitations est de 753 mm, avec 9 jours de précipitations en janvier et 7,7 jours en juillet. Pour la période 1991-2020, la température moyenne annuelle observée sur la station météorologique de Météo-France la plus proche, « Charmes_sapc », sur la commune de Charmes à 13 km à vol d'oiseau, est de 11,9 °C et le cumul annuel moyen de précipitations est de 675,4 mm,. Pour l'avenir, les paramètres climatiques de la commune estimés pour 2050 selon différents scénarios d'émission de gaz à effet de serre sont consultables sur un site dédié publié par Météo-France en novembre 2022.

## Urbanisme

### Typologie
Au 1er janvier 2024, Saint-Denis-Combarnazat est catégorisée commune rurale à habitat dispersé, selon la nouvelle grille communale de densité à sept niveaux définie par l'Insee en 2022.
Elle est située hors unité urbaine. Par ailleurs la commune fait partie de l'aire d'attraction de Clermont-Ferrand, dont elle est une commune de la couronne,. Cette aire, qui regroupe 209 communes, est catégorisée dans les aires de 200 000 à moins de 700 000 habitants,.

### Occupation des sols
L'occupation des sols de la commune, telle qu'elle ressort de la base de données européenne d’occupation biophysique des sols Corine Land Cover (CLC), est marquée par l'importance des territoires agricoles (99,9 % en 2018), une proportion identique à celle de 1990 (99,9 %). La répartition détaillée en 2018 est la suivante : terres arables (64,8 %), zones agricoles hétérogènes (35,1 %), zones urbanisées (0,1 %). L'évolution de l’occupation des sols de la commune et de ses infrastructures peut être observée sur les différentes représentations cartographiques du territoire : la carte de Cassini (XVIIIe siècle), la carte d'état-major (1820-1866) et les cartes ou photos aériennes de l'IGN pour la période actuelle (1950 à aujourd'hui).

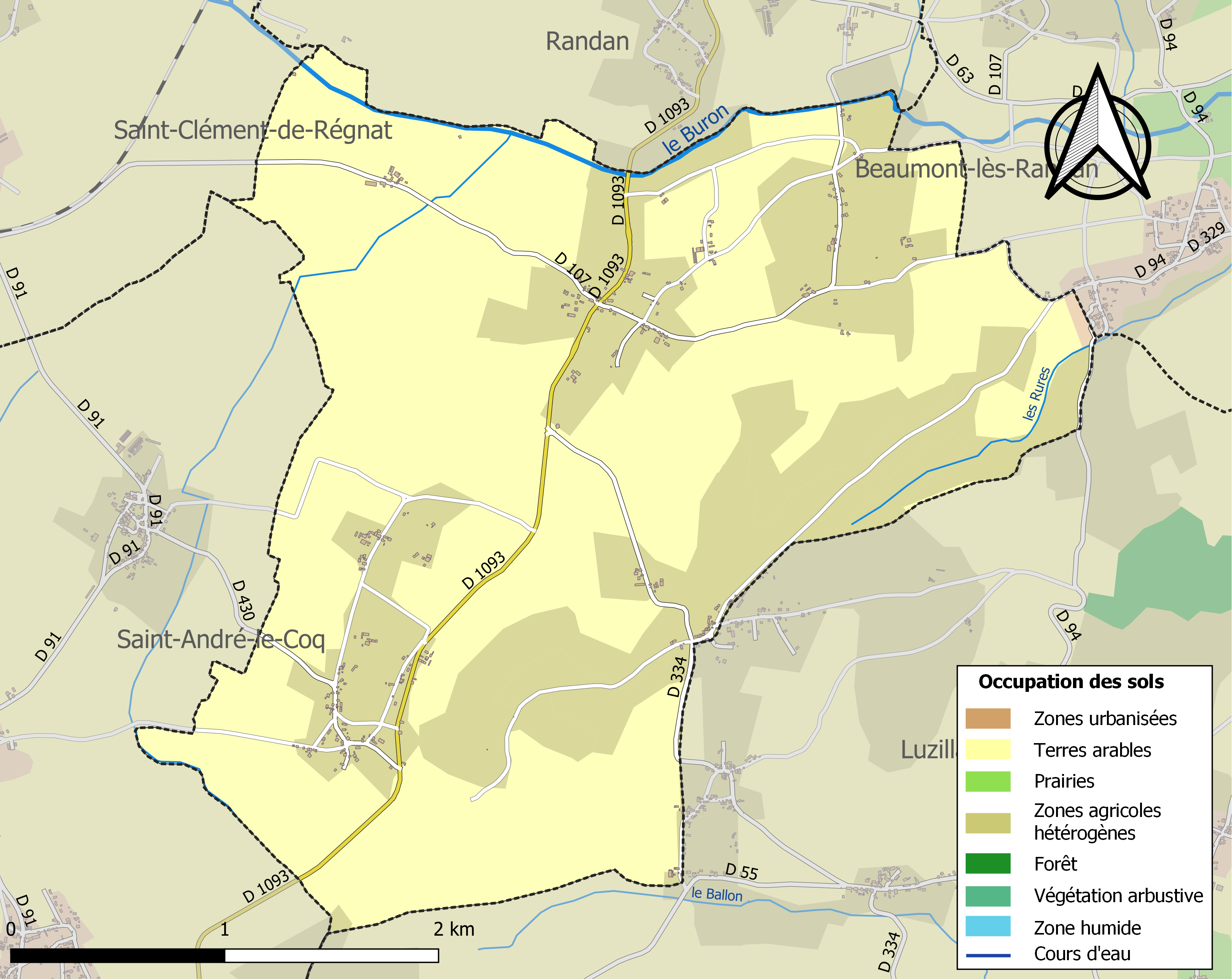
Carte des infrastructures et de l'occupation des sols de la commune en 2018 (CLC).

### Risques naturels et technologiques
La commune est en zone de sismicité modérée ou de niveau 3.

## Politique et administration

### Découpage territorial
La commune de Saint-Denis-Combarnazat est membre de la communauté de communes Plaine Limagne, un établissement public de coopération intercommunale (EPCI) à fiscalité propre créé le 1er janvier 2017 dont le siège est à Aigueperse. Ce dernier est par ailleurs membre d'autres groupements intercommunaux. Jusqu'au 31 décembre 2016, elle faisait partie de la communauté de communes Limagne Bords d'Allier.
Sur le plan administratif, elle est rattachée à l'arrondissement de Riom, à la circonscription administrative de l'État du Puy-de-Dôme et à la région Auvergne-Rhône-Alpes. Jusqu'en mars 2015, Saint-Denis-Combarnazat faisait partie du canton de Randan.
Sur le plan électoral, elle dépend du canton de Maringues pour l'élection des conseillers départementaux, depuis le redécoupage cantonal de 2014 entré en vigueur en 2015, et de la deuxième circonscription du Puy-de-Dôme pour les élections législatives, depuis le dernier découpage électoral de 2010 (sixième circonscription avant 2010).

### Élections municipales et communautaires

#### Élections de 2020
Le conseil municipal de Saint-Denis-Combarnazat, commune de moins de 1 000 habitants, est élu au scrutin majoritaire plurinominal à deux tours avec candidatures isolées ou groupées et possibilité de panachage. Compte tenu de la population communale, le nombre de sièges à pourvoir lors des élections municipales de 2020 est de 11. La totalité des onze candidats en lice est élue dès le premier tour, le 15 mars 2020, avec un taux de participation de 66,01 %.

#### Chronologie des maires
| Période                                  | Période                       | Identité          | Étiquette | Qualité                                                              |
| ---------------------------------------- | ----------------------------- | ----------------- | --------- | -------------------------------------------------------------------- |
| Les données manquantes sont à compléter. |                               |                   |           |                                                                      |
| mars 2008                                | 2020                          | Bernard Ferrière  | MoDem     | Vice-président de la communauté de communes Plaine Limagne (en 2017) |
| 2020                                     | En cours (au 15 octobre 2021) | Guillaume Laurent |           | Moniteur d'atelier                                                   |

## Population et société

### Démographie

#### Évolution démographique
L'évolution du nombre d'habitants est connue à travers les recensements de la population effectués dans la commune depuis 1793. Pour les communes de moins de 10 000 habitants, une enquête de recensement portant sur toute la population est réalisée tous les cinq ans, les populations de référence des années intermédiaires étant quant à elles estimées par interpolation ou extrapolation. Pour la commune, le premier recensement exhaustif entrant dans le cadre du nouveau dispositif a été réalisé en 2006.

En 2022, la commune comptait 247 habitants, en évolution de +10,27 % par rapport à 2016 (Puy-de-Dôme : +2,1 %, France hors Mayotte : +2,11 %).
| 1793 | 1800 | 1806 | 1821 | 1831 | 1836 | 1841 | 1846 | 1851 |
| ---- | ---- | ---- | ---- | ---- | ---- | ---- | ---- | ---- |
| 595  | 600  | 613  | 738  | 707  | 685  | 673  | 706  | 729  |

| 1856 | 1861 | 1866 | 1872 | 1876 | 1881 | 1886 | 1891 | 1896 |
| ---- | ---- | ---- | ---- | ---- | ---- | ---- | ---- | ---- |
| 711  | 688  | 658  | 602  | 540  | 554  | 501  | 490  | 473  |

| 1901 | 1906 | 1911 | 1921 | 1926 | 1931 | 1936 | 1946 | 1954 |
| ---- | ---- | ---- | ---- | ---- | ---- | ---- | ---- | ---- |
| 440  | 427  | 405  | 360  | 325  | 306  | 291  | 266  | 256  |

| 1962 | 1968 | 1975 | 1982 | 1990 | 1999 | 2006 | 2011 | 2016 |
| ---- | ---- | ---- | ---- | ---- | ---- | ---- | ---- | ---- |
| 231  | 203  | 199  | 220  | 212  | 212  | 214  | 218  | 224  |

| 2021 | 2022 | - | - | - | - | - | - | - |
| ---- | ---- | - | - | - | - | - | - | - |
| 241  | 247  | - | - | - | - | - | - | - |

#### Indicateurs démographiques
Sur la période 1999-2010, la commune a enregistré un taux annuel moyen de variation positif de 0,2 %. Le taux de natalité est de 8,5 ‰ et celui de mortalité est de 7,2 ‰.

#### Pyramide des âges
En 2018, le taux de personnes d'un âge inférieur à 30 ans s'élève à 31,3 %, soit en dessous de la moyenne départementale (34,2 %). De même, le taux de personnes d'âge supérieur à 60 ans est de 26,4 % la même année, alors qu'il est de 27,9 % au niveau départemental.
En 2018, la commune comptait 123 hommes pour 108 femmes, soit un taux de 53,25 % d'hommes, largement supérieur au taux départemental (48,41 %).
Les pyramides des âges de la commune et du département s'établissent comme suit.
| Hommes | Classe d’âge | Femmes |
| ------ | ------------ | ------ |
| 1,7    | 90 ou +      | 1,0    |
| 6,7    | 75-89 ans    | 7,6    |
| 15,1   | 60-74 ans    | 21,0   |
| 21,8   | 45-59 ans    | 21,0   |
| 21,0   | 30-44 ans    | 21,0   |
| 15,1   | 15-29 ans    | 11,4   |
| 18,5   | 0-14 ans     | 17,1   |

| Hommes | Classe d’âge | Femmes |
| ------ | ------------ | ------ |
| 0,7    | 90 ou +      | 2,1    |
| 7,4    | 75-89 ans    | 10,2   |
| 17,7   | 60-74 ans    | 18,6   |
| 20,2   | 45-59 ans    | 19,2   |
| 18,4   | 30-44 ans    | 17,4   |
| 18,6   | 15-29 ans    | 17,2   |
| 17     | 0-14 ans     | 15,3   |

## Culture locale et patrimoine

### Lieux et monuments

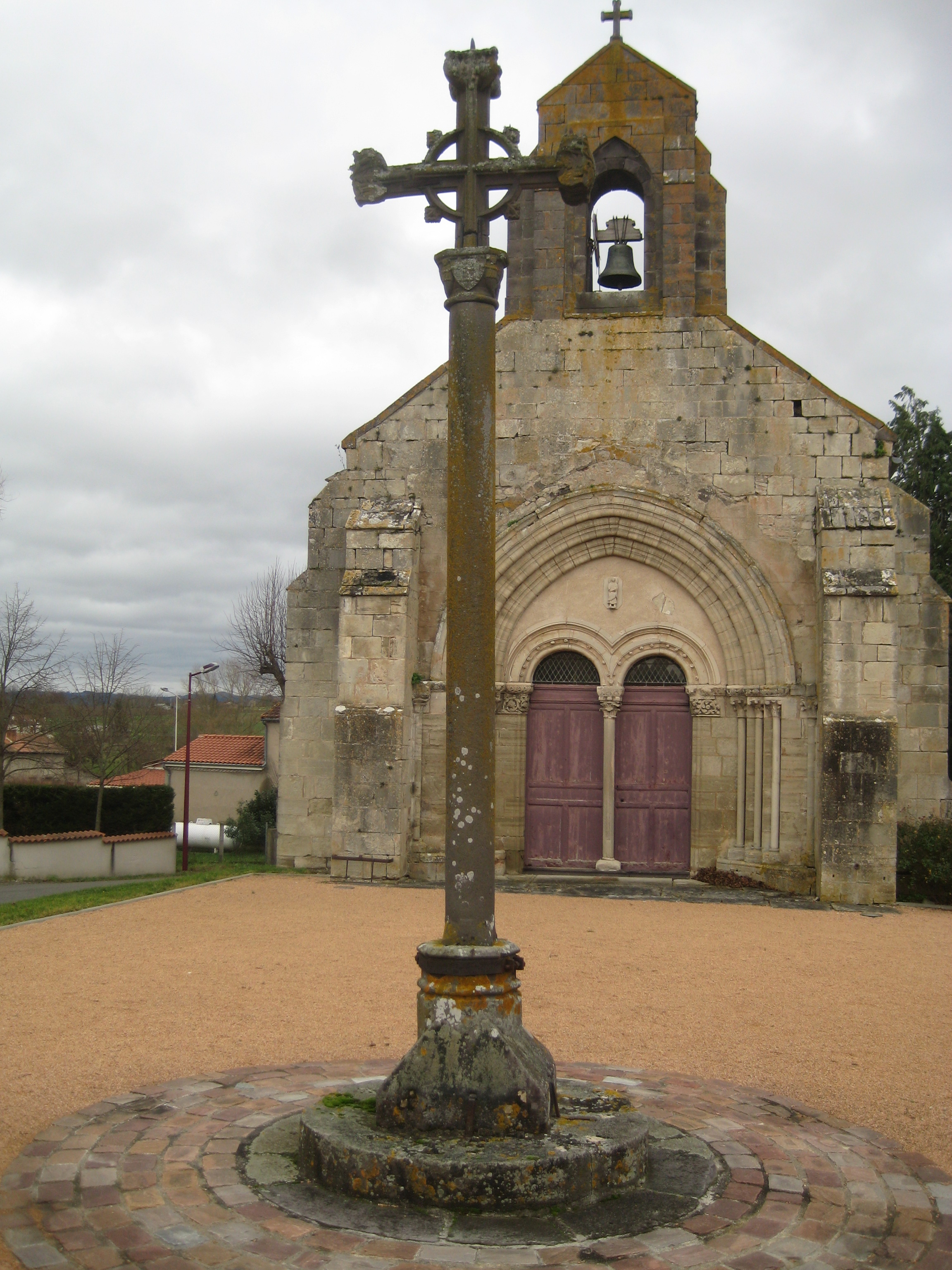
Croix de chemin et église Notre-Dame, à Barnazat.

- Église Saint-Domnin, à Saint-Denis, inscrit monument historique en 2004[31]. Elle comporte une nef unique de trois travées et un chœur à chevet plat.
- Église Notre-Dame, à Barnazat, inscrit monument historique en 1962[32].
- Croix de chemin, à Barnazat, classée monument historique en 1960[33].
- Maison de Villemonteix, inscrit monument historique en 1998[34].